# Шато-де-Венсен (станция метро)
Шато-де-Венсен (фр. Château de Vincennes) — конечная станция линии 1 Парижского метрополитена, расположенная на границе коммуны Венсен и Венсенского леса, административно подчиняющегося кварталу Пикпюс XII округа Парижа. Названа по одноимённому замку, расположенному рядом со станцией.
В 700 метрах от станции метро располагается станция RER A Венсен.

## История
- Станция открылась 24 марта 1934 года в конце пускового участка Порт-де-Венсен — Шато-де-Венсен.
- В 2008 году станция подверглась реновации в рамках подготовки к автоматизации движения. Для проведения подготовительных работ станция закрывалась для пассажиров 25-26 августа и 1-2 сентября 2008 года[2], а также с 22:00 24 по 27 сентября 2009 года. В указанный период конечной станцией для пассажиров была станция Беро, а на Шато-де-Венсен производился только оборот подвижного состава[3].
- Пассажиропоток по станции по входу в 2011 году, по данным RATP, составил 4 858 849 человек[4]. В 2012 году он снижался до 4802608 человек[5], а в 2013 году вырос до 5 122 469 пассажиров (81 место по уровню входного пассажиропотока в Парижском метро)[6]

## Конструкция
Станция состоит из двух односводчатых залов с островными платформами, построенных по типовому парижскому проекту. В южном зале производится высадка пассажиров из поездов, в северном — посадка. Южный зал подвергался реновации в стиле «Андре-Мотте B». На станции установлены автоматические платформенные ворота.

## Путевое развитие
В западной горловине, между средними путями станции располагается пошёрстный съезд. К востоку от станции располагается парк отстоя поездов с тремя тупиковыми путями, а главные пути линии продолжаются в направлении ателье де Фонтене, обслуживающего линию 1 с момента открытия участка Порт-де-Венсен — Шато-де-Венсен. В перспективе планируется продлить линию в пригород Валь-де-Фонтене с пересадкой на будущую линию 15 и линии RER А и Е.